# Апостолово (локомотивное депо)
Локомотивное депо Апостолово (Тя́говая часть — 11 (ТЧ-11)) — оборотное депо, Криворожская дирекция железнодорожных перевозок, Приднепровская железная дорога.

## История
Основано в начале XX века на станции Апостолово при строительстве Второй Екатерининской железной дороги, линии Долгинцево — Александровск (ныне Кривой Рог — Запорожье). Позже, при строительстве линии Мерефа — Херсон станция Апостолово стала узловой. В основном обслуживает участок Апостолово — Днепропетровск (Нижнеднепровск-Узел) Мерефо-Херсонской линии и небольшую ветку Апостолово — Зелёное Поле. Парк локомотивов составляли магистральные грузовые, пассажирские и маневровые тепловозы ТЭ3, 2ТЭ116, ЧМЭ3, ТЭП60. В начале 1995 года все пассажирские тепловозы ТЭП60 были списаны. В настоящий момент — только 2ТЭ116 и ЧМЭ3. В депо часто отстаиваются и локомотивы соседней Одесской железной дороги — 2ТЭ10УТ, 2ТЭ10М из локомотивных депо Херсон и Николаев.
Машинисты депо водили такие пассажирские поезда:
- 1975—1986 годы — № 665/666 «Днепропетровск — Одесса»;
- 1986—1996 годы — № 629/630 «Днепропетровск — Одесса»;
- 1997—2003 годы — № 641/642 «Днепропетровск — Апостолово»;
- 2003—2004 годы — № 629/630 «Днепропетровск — Николаев»;
- 2004—2006 годы — № 629/630 «Днепропетровск — Апостолово».

Осуществлялось вождение нескольких пар пригородных поездов «Апостолово — Лошкарёвка», «Кривой Рог — Лошкарёвка» и «Апостолово — Зелёное Поле (Зеленодольск)». С 2006 года локомотивы 2ТЭ116 ТЧ-11 водят лишь пригородные поезда «Днепропетровск-Южный — Апостолово».
До 1997 года являлось основным. С 1997 года — оборотное от ТЧ-2 (Кривой Рог). После ликвидации ТЧ-11 как основного депо, почти вся бытовая и производственная инфраструктура была уничтожена. Ликвидированы хозяйственно-бытовые корпуса, веерная часть. Локомотивы розданы по другим ТЧ Приднепровской железной дороги: Нижнеднепровск-Узел, Пологи, Джанкой.

## Интересные факты
- Локомотив ТЭП60-0200 из ТЧ-11 можно увидеть в фильме Никиты Михалкова «Родня». В начале фильма снята сцена прибытия ПДС на вокзал вымышленного города Цветногорска. В роли вокзала Цветногорска — вокзал Днепропетровск-Южный. В кадре показано прибытие ПДС 665/666 (629/630) Днепропетровск — Одесса под ТЭП60-0200. Этот локомотив был позже передан в депо Днепропетровск (ТЧ-8).
- В начале девяностых годов прошлого века в ТЧ-11 неоднократно приезжал турпоезд, набитый любителями железнодорожной старины из стран Европы. Туристов весело встречали в столовой депо. Для транспортировки турпоезда, на базе запаса, был выбран паровоз Эм (номер уточняется), который своим ходом доставлял туристический поезд в Днепропетровск.